# Tidermène
Tidermène is een gemeente (commune) in de regio Gao in Mali. De gemeente telt 5400 inwoners (2009).